# Імпровізація на тему біографії
«Імпровізація на тему біографії» (рос. «Импровизация на тему биографии») — радянський художній фільм-драма 1987 року, знятий режисером В'ячеславом Максаковим на Кіностудії ім. М. Горького.

## Сюжет
Успішно закінчивши школу, хлопець трохи розгубився перед вибором. Поки навчався, був захоплений багатьма професіями, але тепер пішов на завод, знаючи, що нічого не втратить, якщо дізнається краще про життя…

## У ролях
- Микита Гур'єв — Платонов
- Ірина Резнікова — матір
- Георгій Бурков — батько
- Павло Демидович — Пашеко
- Вадим Андрєєв — Прошкін
- Володимир Кашпур — Каленов
- Геннадій Юхтін — майстер
- Сергій Цейц — технолог
- Костянтин Курикалов — Казарін
- Олена Бочкова — Олена
- Сергій Скрипкін — Даняєв
- Сергій Єльцов — Вася Єльцов
- Марія Виноградова — класний керівник
- Олексій Ванін — епізод
- Вадим Захарченко — робітник
- В. Дергунський — епізод
- Володимир Ємельянов — голова парткому
- Олег Михайлов — епізод
- Олександр Новиков — секретар комітету комсомолу
- Володимир Розумовський — епізод
- Світлана Скрипкіна — епізод
- Олена Старостіна — Олена, секретар

## Знімальна група
- Режисер — В'ячеслав Максаков
- Сценарист — В'ячеслав Максаков
- Оператор — Микола Пучков
- Композитор — Володимир Комаров
- Художник — Михайло Гараканідзе